# Victòria (triomf)

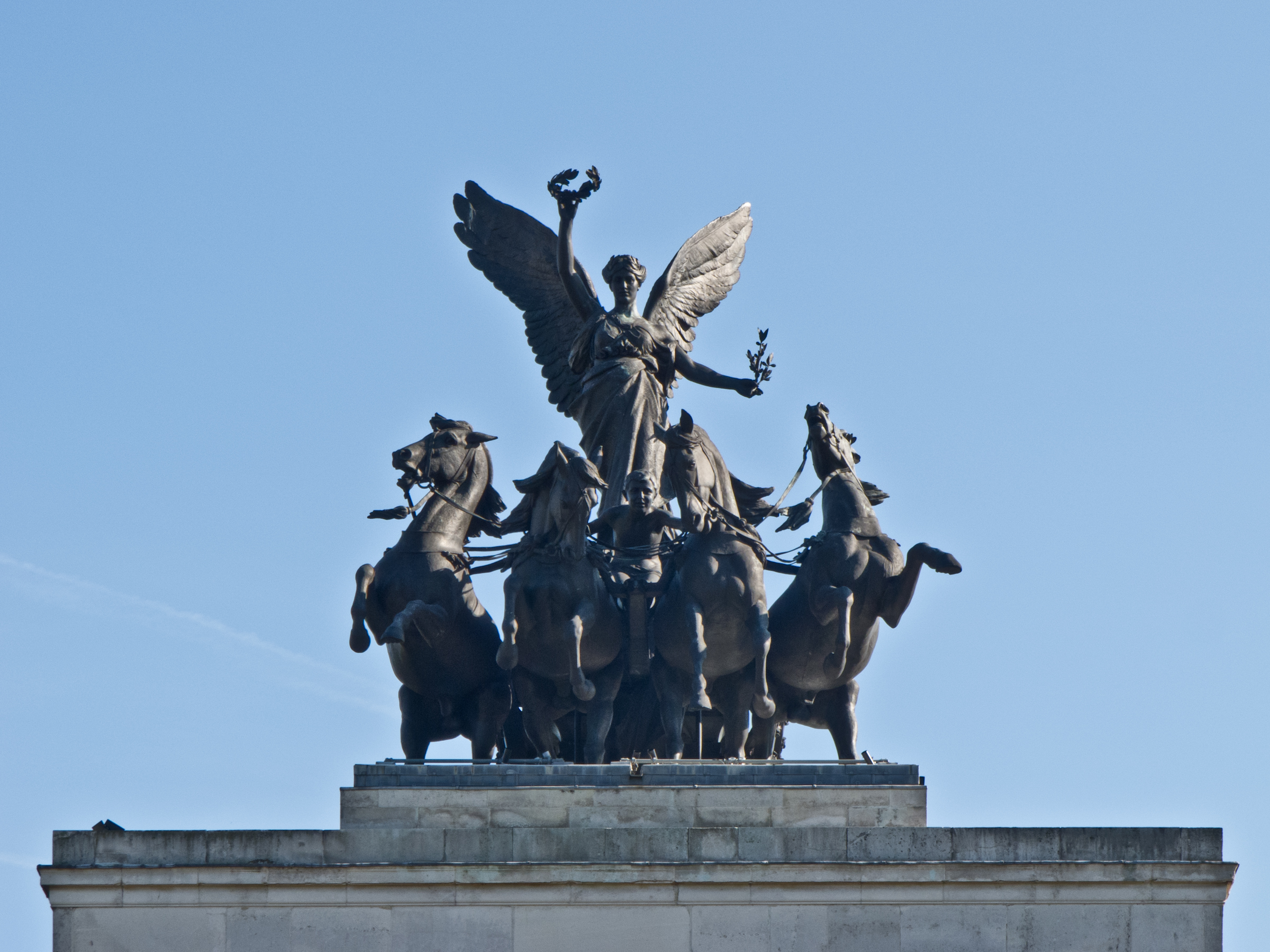
Victòria personificada en l'Arc de Wellington, Londres.

Victòria (del llatí victoria) és un terme, originalment aplicat a la guerra, que es refereix a l'èxit assolit en el combat personal després de les operacions militars en general o, per extensió, en qualsevol competició. L'èxit d'una campanya militar es considera una victòria estratègica, mentre que l'èxit d'una intervenció militar és una victòria tàctica. En la mitologia, la victòria està identificada amb la deessa grega Nice i amb la romana homònima. Victòries arquetípiques del bé sobre el mal són sovint representades en la mitologia i els contes de fades.